# Наталья Алексеевна (великая княгиня)
Ната́лья Алексе́евна, урождённая принцесса Вильгельмина Луиза Гессен-Дармштадтская (нем. Wilhelmine Luise von Hessen-Darmstadt; 14 (25) июня 1755, Дармштадт — 15 (26) апреля 1776, Санкт-Петербург) — русская великая княгиня по браку (1773), дочь ландграфа Гессен-Дармштадтского Людвига IX и Каролины Цвейбрюкен-Биркенфельдской, первая супруга великого князя Павла Петровича (впоследствии императора Павла I).
Умерла при родах, ребёнок появился на свет мёртвым.

## Биография
Вильгельмина Луиза родилась 14 (25) июня 1755 года и была пятым ребёнком и четвёртой дочерью в многодетной семье ландграфа Людвига IX Гессен-Дармштадтского (1719—1790) и его первой супруги принцессы Каролины Цвейбрюкен-Биркенфельдской (1721—1774).
Девочка воспитывалась под строгим присмотром матери, прозванной «великой ландграфиней», достойной и образованной женщины, в доме которой бывали Гёте, Гердер и другие знаменитости того времени. Уже в юные годы девушка отличалась незаурядным умом, сильным характером и пылким темпераментом.

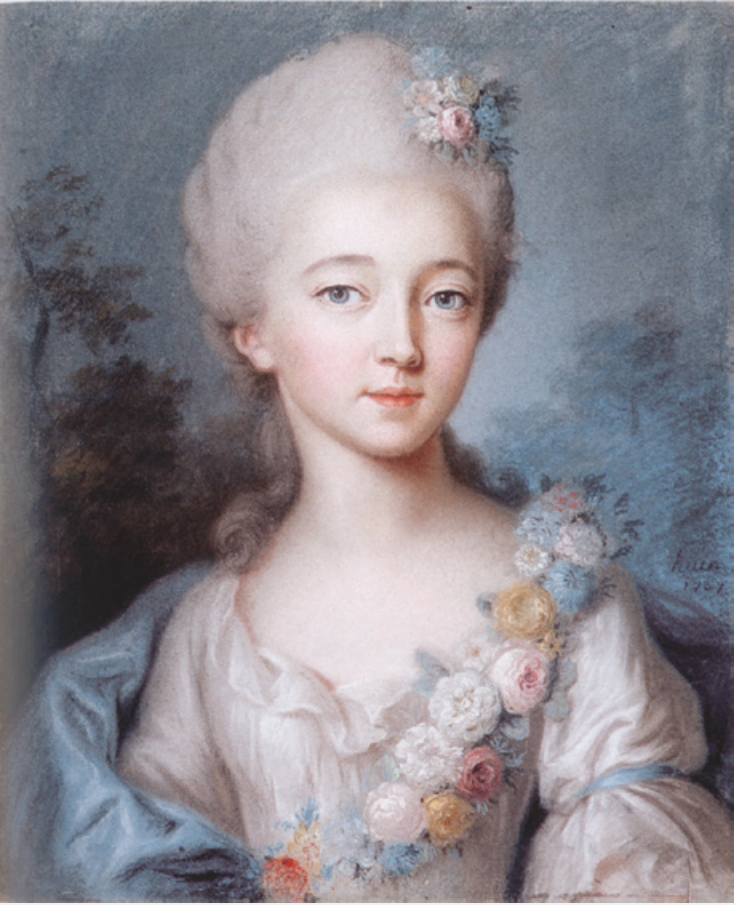
Портрет Августы Вильгельмины Луизы Гессен-Дармштадтской (будущей Натальи Алексеевны) кисти Charles Alexis Huin 1773

### Брачные планы
В 1772 году великому князю Павлу Петровичу исполнилось восемнадцать лет, и его мать, императрица Екатерина, начала поиски невесты для наследника. После долгих поисков остановились на двух кандидатурах: Софии-Доротеи Вюртембергской и Вильгельмины Гессен-Дармштадтской. Но Софии только исполнилось тринадцать лет, а Екатерине срочно нужен был наследник, поэтому императрица была вынуждена остановить свой выбор на трёх принцессах Гессен-Дармштадтских.

Это обстоятельство не радовало императрицу. В письме своему посланнику господину Ассебургу она писала:

Принцессу Вильгельмину Дармштадтскую мне описывают, особенно со стороны доброты сердца, как совершенство природы; но помимо того, что совершенства, как мне известно, в мире не существует, вы говорите, что у неё опрометчивый ум, склонный к раздору. Это в соединении с умом её сударя-батюшки и с большим количеством сестёр и братьев, частью уже пристроенных, а частью ещё ожидающих, чтобы их пристроили, побуждает меня в этом отношении к осторожности. Однако я прошу вас взять на себя труд возобновить ваши наблюдения…

Фридрих II король Пруссии желал этого брака, он уговорил ландграфиню Каролину на поездку в Россию, убедив в важности этого брака для Пруссии.
В октябре 1772 года Екатерина писала Никите Ивановичу Панину:

У ландграфини, слава богу, есть ещё три дочери на выданье; попросим её приехать сюда с этим роем дочерей; мы будем очень несчастливы, если из трёх не выберем ни одной, нам подходящей. Посмотрим на них, а потом решим. Дочери эти: Амалия-Фредерика — 18-ти лет; Вильгельмина — 17-ти; Луиза — 15-ти лет… Не особенно останавливаюсь я на похвалах, расточаемых старшей из принцесс Гессенских королём прусским, потому что я знаю и как он выбирает, и какие ему нужны, и та, которая ему нравится, едва ли могла бы понравиться нам. По его мнению — которые глупее, те и лучше: я видала и знавала выбранных им.

За ландграфиней Каролиной и её дочерьми Екатерина отправила три фрегата. Одним из них командовал граф Андрей Разумовский.
Встреча цесаревича с принцессами Амалией (1754—1832, в будущем принцесса Баденская), Вильгельминой и Луизой (1757—1830, в будущем великая герцогиня Саксен-Веймар-Эйзенахская) произошла в Гатчине 15 июня 1773 года.
Павел выбрал Вильгельмину. Екатерина писала:

… Мой сын с первой же минуты полюбил принцессу Вильгельмину, я дала ему три дня сроку, чтобы посмотреть, не колеблется ли он, и так как эта принцесса во всех отношениях превосходит своих сестёр… старшая очень кроткая; младшая, кажется, очень умная; в средней все нами желаемые качества: личико у неё прелестное, черты правильные, она ласкова, умна; я ею очень довольна, и сын мой влюблён …

27 июня 1773 года герцогиня Каролина и три её дочери были удостоены Ордена Святой Екатерины.
15 августа 1773 года принцесса Вильгельмина восприняла святое миропомазание с именем и титулом великой княжны Натальи Алексеевны, а на следующий день состоялось и её обручение с великим князем Павлом Петровичем.

### Брак

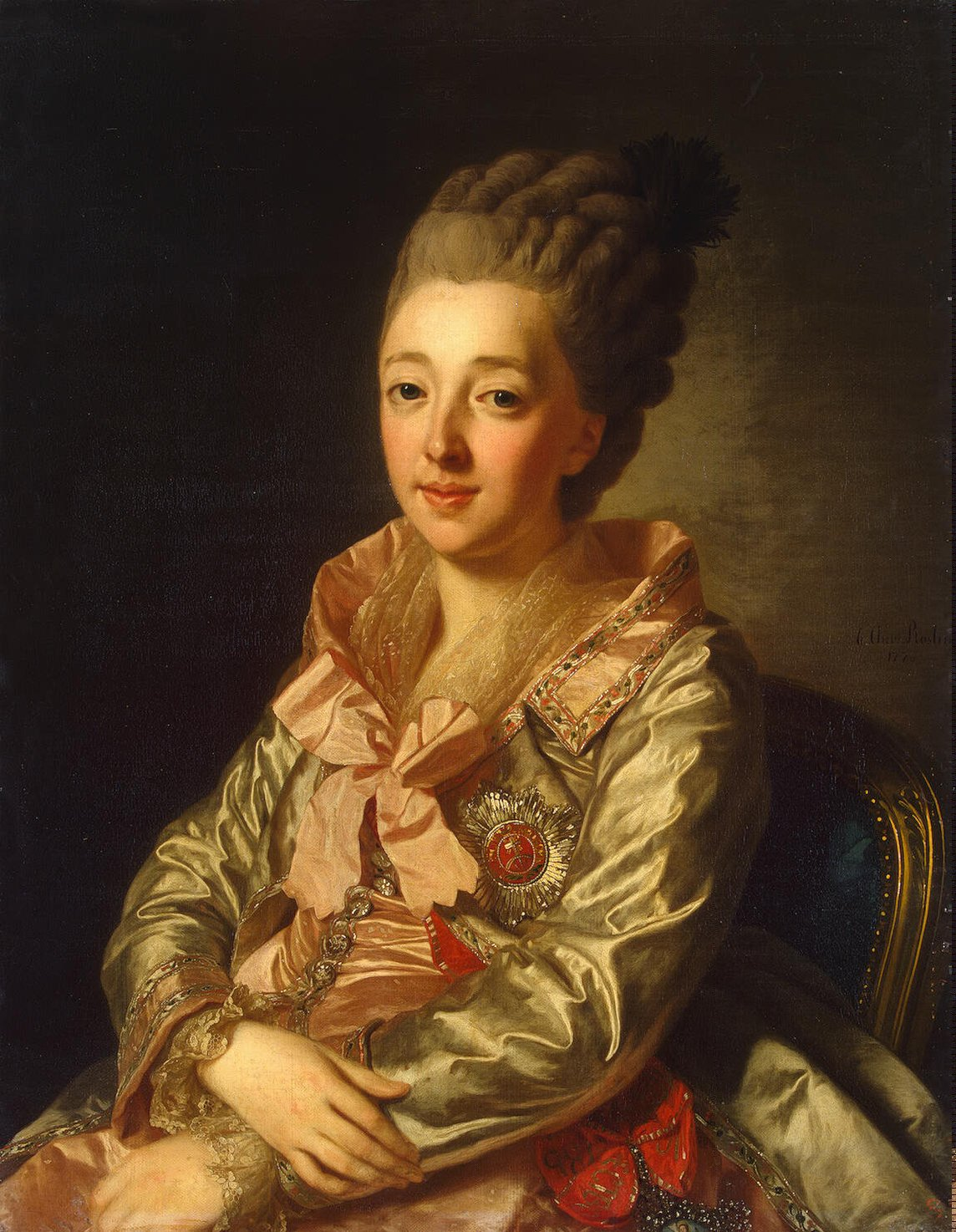
Наталья Алексеевна, портрет работы Александра Рослина

29 сентября 1773 года состоялось торжественное бракосочетание великого князя Павла Петровича и великой княгини Натальи Алексеевны в Церкви Рождества Пресвятой Богородицы, стоявшей на месте нынешнего Казанского собора. Очень скоро она показала свой властный и непостоянный характер. Английский посланник Д. Харрис отмечал, что она «управляла мужем деспотически, не давая себе даже труда выказать малейшей к нему привязанности».

### Жизнь в России
Павел Петрович был доволен супругой, но отношения с Екатериной у великой княгини не сложились. С любопытством присматриваясь ко двору российской императрицы, она видела мало хорошего для себя. «Молодой двор» развлекался французской поэзией, театром, но больше всего политическими интригами против Екатерины II. Во главе этих увлечений стояла Наталья Алексеевна. Воспитанная в Европе в свободном духе, Наталья Алексеевна проявляла определённую самостоятельность в высказываниях, придерживаясь либеральных идей, и даже порой выступала за освобождение крестьян. Это явно не нравилось государыне:

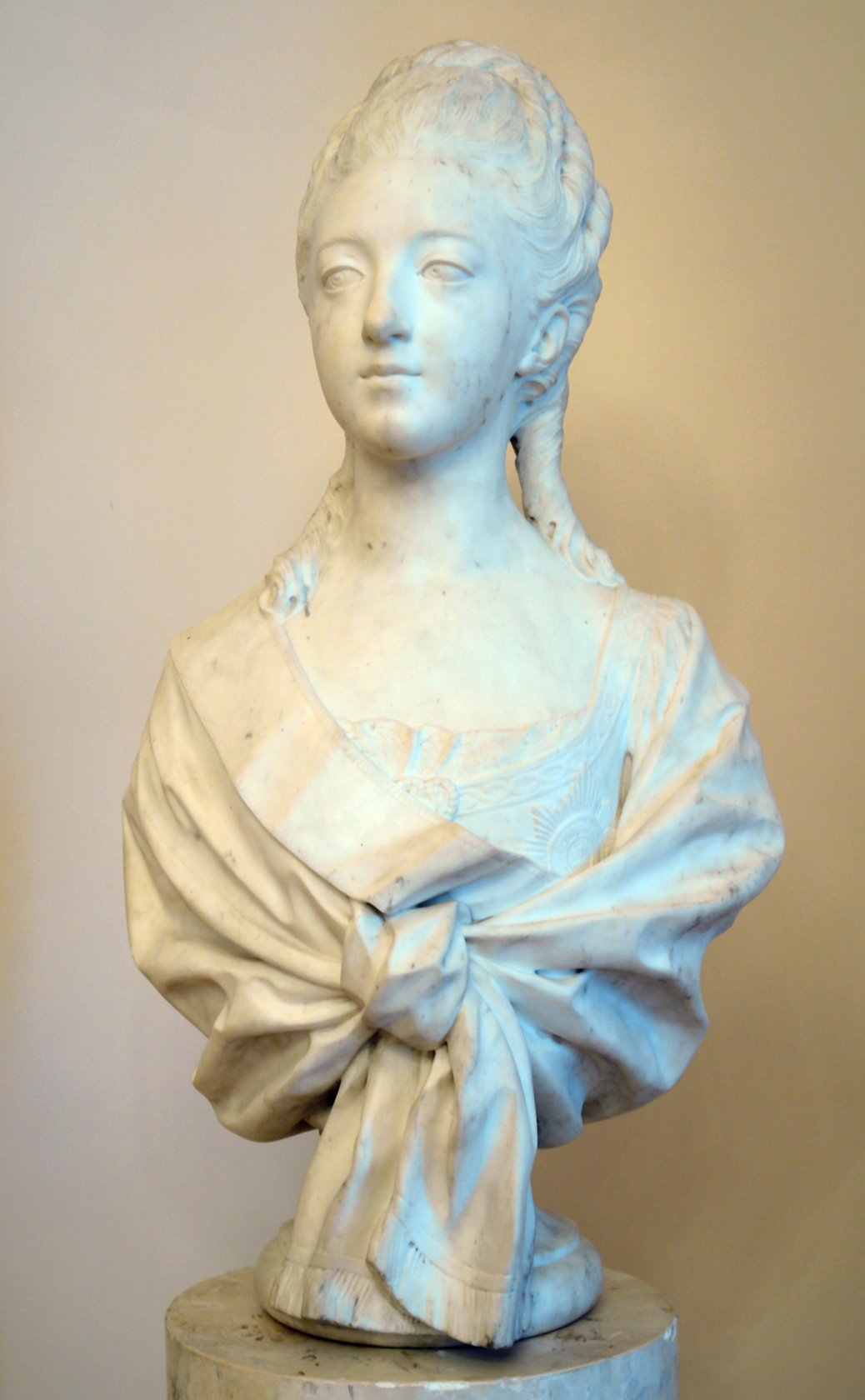
Мраморный бюст Натальи Алексеевны (авторства Мари-Анн Колло, Михайловский замок)

… Опасаясь злых, мы не доверяем целой земле. Не слушаем ни хороших, ни худых советов. До сих пор нет ни добродушия, ни осторожности, ни благоразумия во всём этом, и бог знает, что из этого будет, так как никого не слушают и все хотят делать по-своему.

Спустя полтора года и более мы ещё не говорим по-русски, хотим, чтобы нас учили, но не хотим быть прилежными. Долгов у нас вдвое больше, чем состояния, а едва ли кто в Европе столько получает.

Наталья Алексеевна не испытывала любви к мужу, но, пользуясь своим влиянием, старалась держать его в отдалении от всех, кроме узкого круга своих друзей. По свидетельству современников, великая княгиня была женщиной серьёзной и честолюбивой, с гордым сердцем и крутым нравом. Кроме того, она состояла в браке уже два года (с 29 сентября 1773 года), но наследника всё не было. В 1776 году двор императрицы Екатерины взбудоражен: было объявлено о долгожданной беременности великой княгини Натальи Алексеевны.

### Смерть
10 (21) апреля 1776 года в четыре часа утра у великой княгини начались первые родовые боли. При ней находились врач и акушерка. Схватки длились несколько дней, вскоре врачи объявили, что ребёнок мёртв. Екатерина II и Павел находились рядом.
Младенец не смог появиться на свет естественным путём, а врачи не использовали ни акушерские щипцы, ни кесарево сечение. Ребёнок погиб в утробе и инфицировал организм матери. «Дело наше весьма плохо идёт, — сообщала Екатерина своему статс-секретарю С. М. Козмину, возможно, на следующий день, в письме, помеченном 5 часами утра. — Какою дорогой пошёл дитя, чаю, и мать пойдёт. Сиё до времяни у себя держи…».

Через пять дней мучений в 5 утра 15 (26) апреля 1776 года великая княгиня Наталья Алексеевна скончалась.
Екатерина писала:

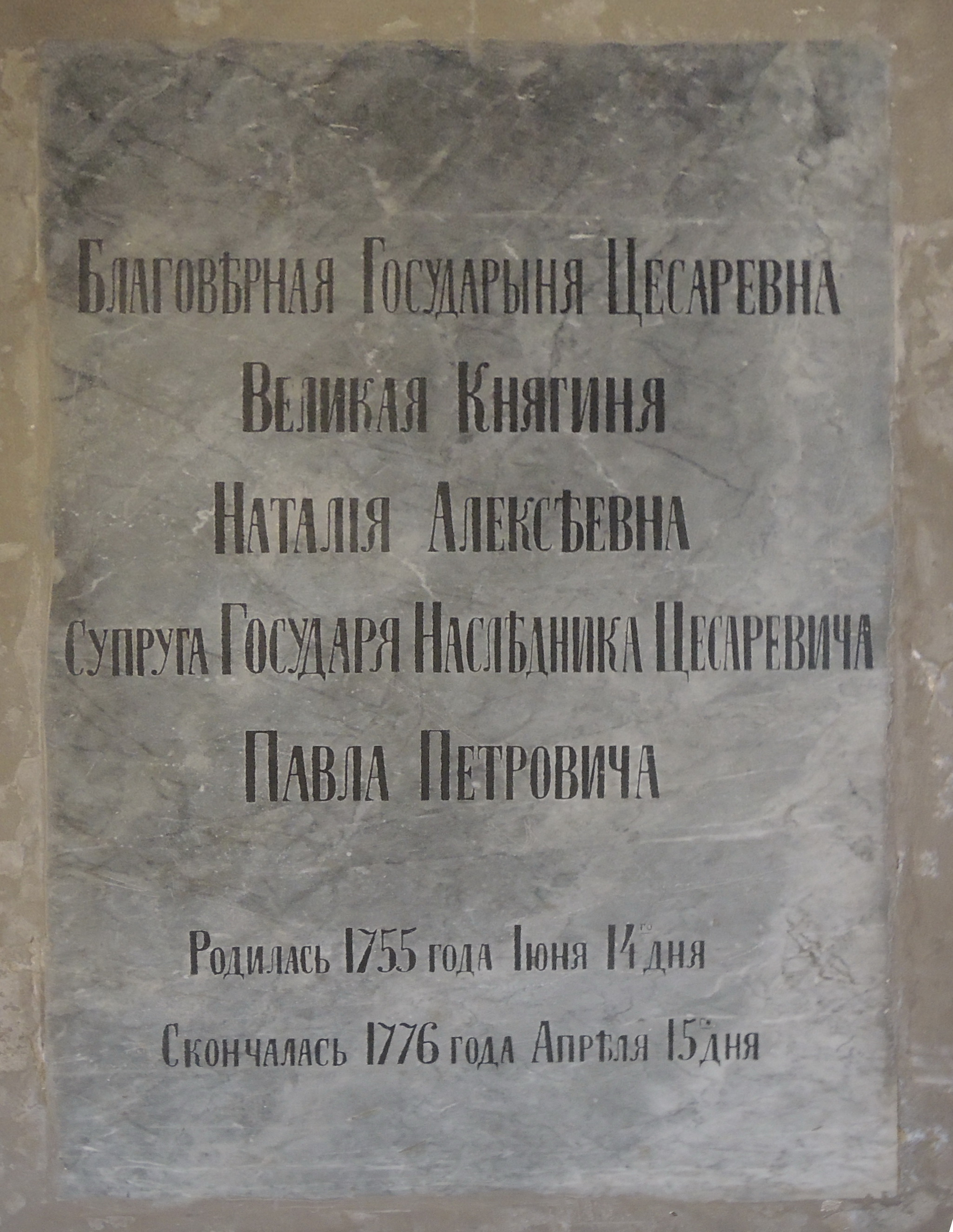
Надгробие Натальи Алексеевны в Благовещенской церкви Александро-Невской лавры

Вы можете вообразить, что она должна была выстрадать и мы с нею. У меня сердце истерзалось; я не имела ни минуты отдыха в эти пять дней и не покидала великой княгини ни днем, ни ночью до самой кончины. Она говорила мне: «Мы отличная сиделка». Вообразите моё положение: надо одного утешать, другую ободрять. Я изнемогла и телом и душой…

Наталья Алексеевна не нравилась императрице, и дипломаты сплетничали, что она не дала врачам спасти невестку. Вскрытие, тем не менее, показало, что роженица страдала дефектом, который не позволил бы ей родить ребёнка естественным путём, и что медицина того времени была бессильна ей помочь. Но поскольку дело происходило в России, де Корберон сообщал, что никто не поверил официальной версии и что Потёмкин посещал акушерку великой княгини по фамилии Зорич и передал ей роковой приказ. Официальной же причиной смерти принцессы было названо искривление позвоночника. По некоторым указаниям, в детстве она страдала горбатостью либо сутулостью, мануальное вправление искривления позвоночника привело к перелому ребер, который отрицательно повлиял на роды.
Сама Екатерина Великая страдала в детстве той же болезнью и с 8 до 14 лет носила металлический корсет, который ей помог вылечиться, о чём она рассказывала своей подруге княгине Дашковой, оставившей мемуары с описанием этой истории.